# Olegue I de Czernicóvia
Olegue I (em russo: Олег Святославич; romaniz.: Oleg Svyatoslavich; ca. 1052) foi um príncipe da dinastia ruríquida cujas aventuras equívocas causaram tumulto político nos Estados rus' na virada dos séculos XI e XII.

## Vida

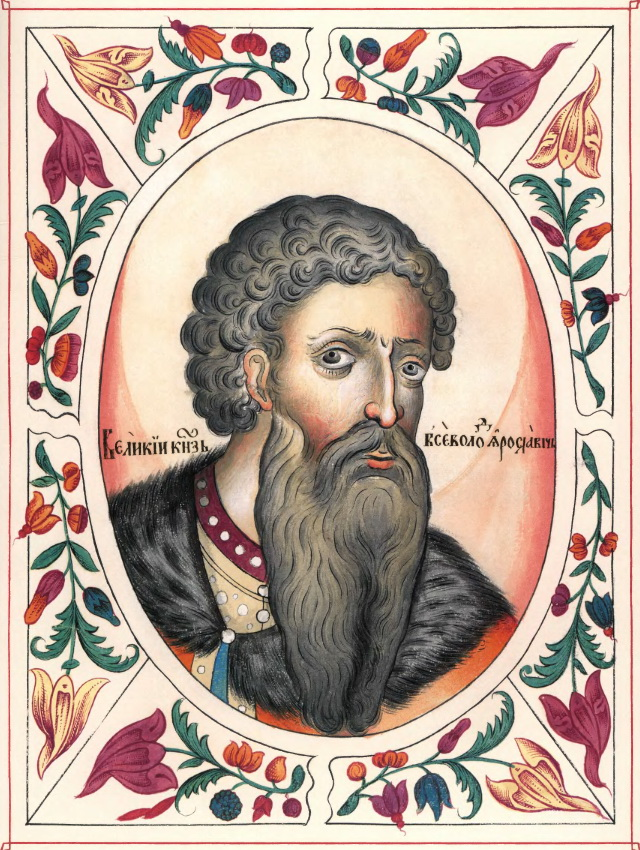

Olegue era filho do príncipe de Czernicóvia Esvetoslau II e sua primeira esposa, Cecília. Pode ter sido o segundo ou quarto entre os quatro filhos de Esvetoslau com Cecília, pois a ordem de senioridade é incerta. Segundo Martin Dimnik, Olegue nasceu cerca de 1050 e seu nome batismal foi Miguel. Dimnik escreve que "é muito provável" que sucedeu seu irmão Glebo I em Tamatarcha após seu pai nomear o último como príncipe de Novogárdia cerca de 1068. Os pai e tio de Olegue, Usevolodo I, fizeram uma aliança contra o irmão mais velho deles, o grão-príncipe de Quieve Iziaslau I e destronaram-o em 22 de março de 1073. Segundo Dimnik, Olegue recebeu o Principado de Vladimir de seu pai ao suceder Iziaslau em Quieve. Logo, ele e seu primo Vladimir II Monômaco — filho de Usevolodo — tornaram-se amigos íntimos. Monômaco escreve em sua Instrução que Olegue era padrinho de seu filho mais velho Mistislau. Os primos comandaram as tropas do pai de Olegue para auxiliar Boleslau II na Boêmia em 1076, segundo a Crônica de Nestor.
Esvetoslau morreu em Quieve em 27 de dezembro de 1077. Foi sucedido por seu irmão, Usevolodo. O novo grão-príncipe parece ter confirmado o comando de Olegue em Vladimir, pois nenhuma fonte faz menção de um conflito entre eles. Porém, o destronado Iziaslau retornou com reforços polacos. Iziaslau e Usevolodo encontraram-se e chegaram a um acordo: Usevolodo renunciou Quieve, mas recebeu Czernicóvia, o domínio do pai de Olegue. Iziaslau marchou para Quieve em 15 de julho de 1077, enquanto Olegue "estava com Usevolodo em Czernicóvia", segundo a Crônica de Nestor. A observação do cronista sugere que Olegue foi forçado a abandonar Vladimir.
Por não conseguir dar-se bem com o tio, em 10 de abril de 1077 fugiu para junto do irmão Romano I que reinava em Tamatarcha.  Junto com seu primo Bóris I, que também estava em Tamatarcha, Olegue fez uma aliança com os cumanos e invadiu rus' no verão de 1078. Eles repeliram seu tio Usevolodo ao rio Sozo e entraram em Czernicóvia em 25 de agosto. A Crônica de Nestor acusa Olegue e Bóris de serem os primeiros a liderarem "pagãos para atacar a terra de Rus'". Contudo, Vladimir Monômaco, em sua Instrução, revela que ele e seu pai, Usevolodo contrataram cumanos quando atacaram Polócia no ano anterior.
Removido de Czernicóvia, Usevolodo fugiu para Quieve e procurou assistência de Iziaslau. Eles uniram suas forças e marchou contra Czernicóvia. Embora Olegue e Bóris não estavam na cidade quando seus tios chegaram, os cidadãos decidiram resistir. Olegue estava disposto a começar negociações com seus tios, quando Bóris recusou sua proposta. A batalha decisiva foi travada "num lugar próximo a uma vila no prado de Nezata" em 3 de outubro. Olegue foi derrotado e fugiu para Tamatarcha, enquanto Iziaslau foi assassinado no combate. Olegue foi capturado pelos cazares, mas Usevolodo convenceu-os a deixá-lo vivo e partir rumo a Constantinopla, capital do Império Bizantino. Em solo imperial, talvez casou-se com Teófano Muzalonissa, mas também é possível que ela tenha se casado com o arconte imperial de Rósia, que situava-se próxima a Tamatarcha.